# Templo de Mercúrio
Templo de Mercúrio (em latim: Aedes Mercurii) era um templo da Roma Antiga dedicado ao deus Mercúrio que ficava na encosta setentrional do monte Aventino. Sua festa era celebrada nos idos de maio (dia 15).

## Localização
Não existe nenhum registro arqueológico deste templo. Das fontes é possível supor que ele ficava na encosta do Aventino, de frente para o Circo Máximo, perto de sua margem nordeste (oposta ao Palatino).

## História
Em 495 a.C., as tensões entre patrícios e plebeus se acirraram, o que acabaria culminando na primeira secessão da plebe no ano seguinte. Quando a construção do templo foi finalizada, ocorreu uma disputa também entre os dois cônsules, Ápio Cláudio Sabino Inregilense e Públio Servílio Prisco Estruto, sobre a questão de quem deveria ser dada a honra de dedicá-lo. O Senado delegou a decisão o Comício das cúrias e determinou que a pessoa escolhida teria também a função de presidir os mercados romanos, de fundar a corporação dos mercadores e exerceria ainda a função de pontífice máximo. Por causa da demora provocada pela disputa e com o objetivo de provocar os senadores e os cônsules (todos patrícios), o povo designou Marco Letório, o centurião primipilo para ter a honra de dedicar o templo de uma das duas legiões consulares (e um plebeu).
O Senado e os cônsules, especialmente o conservador Ápio Cláudio, se sentiram ultrajados pela decisão, o que só serviu para aumentar as tensões entres ordens. Seja como for, o Templo de Mercúrio foi dedicado nos idos de maio de 495 a.C. por Marco Letório.
Como Mercúrio era o deus do comércio, a data de 15 de maio passou a ser o dia da festa dos mercadores e comerciantes. É possível que o templo tenha sido dedicado também à deusa Maia, a mãe de Mercúrio.
Sabe-se que ele ainda existia no século IV, mas nada sobreviveu.

## Imagens do templo
É possível que uma moeda cunhada durante o reinado de Marco Aurélio (r. 161-180) tenha representada uma imagem do Templo de Mercúrio (vide imagem), com um pódio com três degraus sobre o qual estão quatro hermas segurando uma arquitrave; sobre esta pode-se ver um frontão curvo decorado com animais e outros atributos de Mercúrio, cuja estátua é visível entre as colunas. Se esta moeda de fato representa o Templo de Mercúrio, é possível que ela tenha sido cunhada por ocasião de uma restauração.